# Antenna Yagi

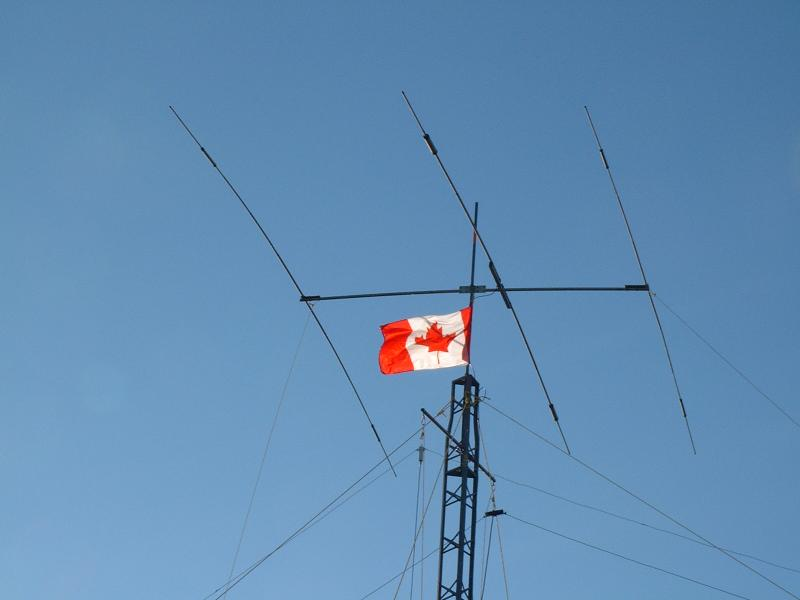
Antenna Yagi a 3 elementi

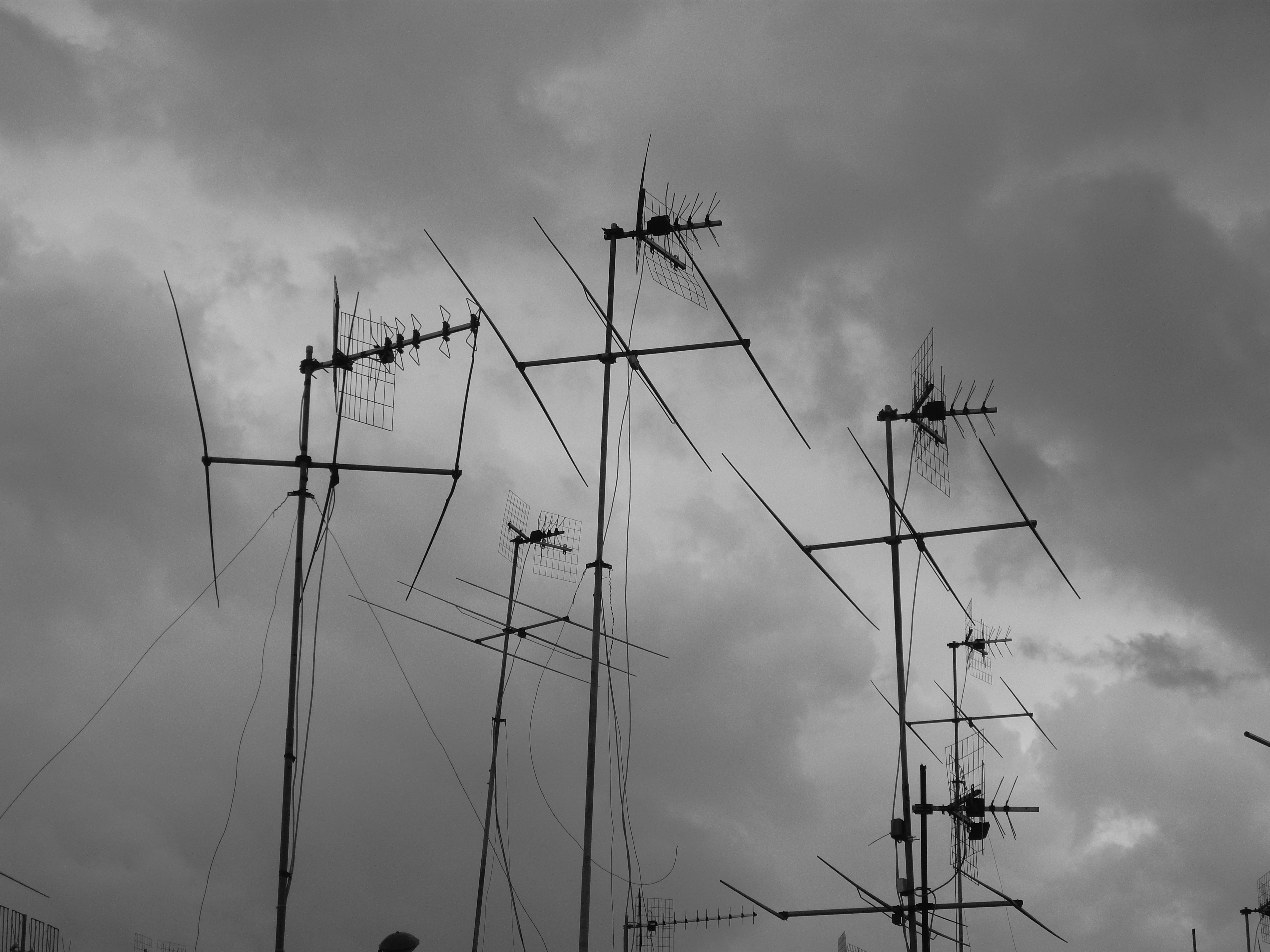
Gruppo di antenne Yagi montate sul tetto di un palazzo

L'antenna Yagi (o antenna Yagi-Uda) è un tipo di antenna direzionale, utilizzata soprattutto come antenna televisiva per la ricezione delle trasmissioni presso le abitazioni private.

## Storia
Il nome deriva dai suoi inventori, Hidetsugu Yagi e Shintaro Uda, dell'Università Imperiale di Tohoku, Sendai, Giappone, che la idearono nel 1926, ma poco dopo brevettata dal solo Yagi, che successivamente cedette il brevetto alla Marconi Company.
Ebbe un notevole sfruttamento nella ricezione dei segnali televisivi, ma innumerevoli applicazioni si sono avute in tutte le varie branche delle telecomunicazioni. Un miglioramento si ebbe con l'introduzione delle antenne Yagi "dinamiche", ovvero in grado di sintonizzarsi in continuità su frequenze di varie decine di MHz variando le lunghezze dei dipoli e dei parassiti, conservando così la massima resa.

## Funzionamento
Si basa sul principio di elementi sintonizzati su una stessa frequenza e a distanze entro l'uno e i due decimi di lunghezza d'onda, interagiscono tra di loro creando le condizioni per attenuare fortemente segnali posteriori al riflettore e convogliare in avanti buona parte della potenza trasmessa, stringendo tanto più il lobo d'irradiazione quanto più sono i direttori utilizzati. Si ottengono risultati paragonabili a un aumento di sei volte la potenza utilizzata già in una antenna a tre elementi.
Una limitazione di questo tipo di antenna è l'applicazione in gamme piuttosto ridotte con larghezze di banda di qualche centinaio di kHz per ottenere prestazioni ottimali. Al di fuori dei punti di risonanza, i rendimenti, particolarmente durante la trasmissione, si riducono drasticamente.

## Aspetti tecnici

Funzionamento dell'antenna Yagi

Dimensionamento dell'antenna Yagi a 3 elementi:
R=Riflettore
D=Direttore
A=Antenna dipolo (elemento guidato a semionda)
è possibile osservare sia la lunghezza degli elementi che la distanza tra essi i n relazione alla lunghezza d'onda

È un'antenna di tipo direzionale e si compone tipicamente di un riflettore, un dipolo e di uno o più elementi direttori (da 2 a 20 o più), tra loro paralleli e aventi lunghezza pari alla metà della lunghezza dell'onda (λ/2) del segnale radio campionato (e +5% per il riflettore, -5% per il direttore rispetto alla frequenza di risonanza del dipolo) e assemblati su di un profilato tubolare o quadrangolare (definito boom o in italiano "boma").
Il guadagno d'antenna è di circa 6 dB e aumenta con l'aumentare della lunghezza del boom e del numero dei direttori, per arrivare ad un massimo di circa 20 dB). Grazie al principio di reciprocità, è impiegabile anche in trasmissione e con gli stessi vantaggi.

## Utilizzo
Grazie alle sue doti di direzionalità offre un buon guadagno e una buona attenuazione nei confronti dei segnali provenienti da direzioni diverse da quella di puntamento (multi-path); in genere riflessioni su strutture o rilievi eventualmente presenti di lato o dietro l'antenna e che in ambito televisivo analogico si tradurrebbero in "doppia immagine" (oppure, nell'ambito della radiostereofonia, in distorsione audio).
In dimensioni opportunamente calcolate, viene impiegata dalle onde corte sino alle microonde, wifi compreso, e ovunque sia richiesto buon guadagno e buona direttività. Su lunghezze d'onda molto ridotte (microonde) i riflettori parabolici (antenne paraboliche) risultano essere più convenienti in termini di direttività e quindi di guadagno (in genere quando è possibile impiegare parabole di diametro pari ad almeno dieci lunghezze d'onda).

## Casi di impiego
- Due antenne Yagi-Uda furono montate sulla bomba atomica esplosa a Hiroshima. Esse facevano parte del sistema di detonazione, nella fattispecie servirono, attraverso a un semplice sistema radar, a determinare l'altezza dal suolo a cui far esplodere l'ordigno.[4]
- Un sistema derivato dalle Yagi-Uda è quello delle antenne direttive Log-Periodiche, effettivamente a larga banda, sebbene con guadagni non paragonabili alle Yagi.
- Applicazioni multigamma prevedono sistemi di sintonia elaborati sugli elementi radianti e "parassiti" (così vengono definiti gli elementi risonanti non alimentati, i riflettori e i direttori) con circuiti di risonanza su più gamme tramite circuiti L-C di tipo "trappola" e "bobina" oppure con sistemi risonanti "in aria".
- Altre antenne direttive Yagi-Uda sono ottenute collegando tra loro più dipoli per più gamme e quindi più elementi parassiti sintonizzati sulle varie frequenze fissati al boom.